# Joachim Lege
Joachim Lege (* 27. Juli 1957 in Lübeck) ist ein deutscher Rechtswissenschaftler und emeritierter Professor an der Universität Greifswald.

## Leben
Lege studierte nach dem Abitur am Katharineum zu Lübeck von 1977 bis 1982 Rechtswissenschaften in Bielefeld und Freiburg im Breisgau. Nach einer Tätigkeit als Rechtsanwalt in Freiburg 1986 war er von 1987 bis 1995 Wissenschaftlicher Assistent am Institut für Rechtsphilosophie und Allgemeine Staatslehre der Universität Erlangen-Nürnberg bei Reinhold Zippelius. Im Jahr 1994 wurde er dort auch zum Dr. jur. promoviert. Von 1995 bis 1997 folgte ein Habilitationsstipendium der Deutschen Forschungsgemeinschaft; 1997 erfolgte die Habilitation für Öffentliches Recht und Rechtsphilosophie in Freiburg im Breisgau.
Lege war zwischen 1997 und 1998 als Lehrstuhlvertretung in Freiburg, Bielefeld und Dresden tätig, bevor er 1998 Professor für Öffentliches Recht an der Juristischen Fakultät der Technischen Universität Dresden (Institut für Technik- und Umweltrecht) wurde. Von April 2003 bis 2023 war er Lehrstuhlinhaber an der Universität Greifswald am Lehrstuhl für Öffentliches Recht, Verfassungsgeschichte, Rechts- und Staatsphilosophie.
Von 2015 bis Dezember 2020 war er Vorsitzender des Deutschen Juristen-Fakultätentages, DJFT.
Im September 2019 gehörte er zu den etwa 100 Staatsrechtslehrern, die sich mit dem offenen Aufruf zum Wahlrecht Verkleinert den Bundestag! an den Deutschen Bundestag wandten.

## Veröffentlichungen (Auswahl)
- 1995: Zwangskontrakt und Güterdefinition
- 1996: Unterschriftenquoren zwischen Parteienstaat und Selbstverwaltung
- 1999: Pragmatismus und Jurisprudenz
- 2001: Gentechnik im nicht-menschlichen Bereich – was kann und was sollte das Recht regeln?
- 2008: Greifswald – Spiegel der deutschen Rechtswissenschaft 1815 bis 1945